# Koszęcin (gmina)
Pour les articles homonymes, voir Koszęcin.
La gmina de Koszęcin est une commune rurale de la voïvodie de Silésie et du powiat de Lubliniec. Elle s'étend sur 129 km2 et comptait 11 467 habitants en 2006. Son siège est le village de Koszęcin qui se situe à environ 12 kilomètres au sud-est de Lubliniec et à 45 kilomètres au nord de Katowice.

## Villages
La gmina de Koszęcin comprend les villages et localités de Brusiek, Bukowiec, Cieszowa, Dolnik, Irki, Koszęcin, Krywałd, Łazy, Lipowiec, Nowy Dwór, Piłka, Prądy, Rusinowice, Rzyce, Sadów, Strzebiń et Wierzbie.

## Villes et gminy voisines
La gmina de Koszęcin est voisine des villes de Kalety et Lubliniec et des gminy de Boronów, Herby, Kochanowice, Tworóg et Woźniki.